# Dialog na cestě
Dialog na cestě je literárně dramatický klub. Jeho posláním je vytvářet otevřené, tolerantní a ekumenicky laděné společenství. Sdružovat lidí všech generací, kteří chtějí přispět k hledání dialogu svou tvorbou (poezií, prózou, svými kresbami, grafikami, fotografiemi, hudbou). Byl založen v roce 2003 spisovatelkou PhDr. Olgou Nytrovou, zástupkyní je RNDr. Markéta Hlasivcová.

## Činnost

### Sborníky a almanachy
činnost editorská a autorská:
- Dialog na cestě 1 – téma „dialog“ (Praha: Blahoslav, 2005. 77 s. ISBN 80-7000-032-5)
- Dialog na cestě 2 – téma „světlo“ (Praha: Blahoslav, 2006. 122 s. ISBN 80-7000-924-1)

(editoři a spoluautoři Olga Nytrová, Markéta Hlasivcová, Václav Strachota). Členové Dialogu na cestě a další osobnosti se literární i výtvarnou formou (básně, povídky, úvahy, eseje, grafika) vyjadřují k tématu dialogu.
- Kalendář Blahoslav (rok 2010 a 2011) editovali O. Nytrová, M. Hlasivcová, V. Strachota, spolu s dalšími členy LDK Dialog na cestě též spoluautoři.

činnost autorská - příspěvky do sborníků:
- Ludíková, Věra, ed., Pošli to dál: kniha vzkazů lidem i vesmíru. Praha: Chronos, 2003. 191 s. ISBN 80-86722-00-7.
- Wagner, Zdeněk, ed. a Ludíková, Věra, ed. Pošli to dál II: kniha vzkazů lidem i vesmíru. Ústí nad Orlicí: Grantis, 2004. 227 s. ISBN 80-86619-04-4..
- Ludíková , ed. a Wagner, Zdeněk, ed. Pošli to dál III: kniha vzkazů lidem i vesmíru. Ústí nad Orlicí: Grantis, 2005. 262 s. Chronos. ISBN 80-86619-09-5..
- Halberštát, Jiří. Stavitelé chrámu poezie: [(78 autorů). 1. vyd. Praha: Krigl, ©2010. 151 s. ISBN 978-80-86912-46-2.
- Stibor, Vladimír a kol. Ptáci z podzemí. Vyd. 1. V Praze: Milan Hodek, 2013. 133 s. ISBN 978-80-87688-11-3.cz.
- Stibor, Vladimír a kol. Pastýři noci, Almanach české poezie 2014, Vyd. 1. Hradec Králové: Milan Hodek, 2014. 133 s. ISBN 978-80-87688-35-9.cz.
- Stibor, Vladimír a kol. Rybáři odlivu, Almanach české poezie 2015, Vyd. 1. Hradec Králové: Milan Hodek, 2015. 167 s. ISBN 978-80-87688-35-9.cz.
- Stibor, Vladimír a kol. Řezbáři stínů, Almanach české poezie 2016, Vyd. 1. Hradec Králové: Milan Hodek, 2016. 203 s. ISBN 978-80-87688-35-9.cz.
- Stibor, Vladimír a kol. Řeka úsvitu, Almanach české poezie 2017, Vyd. 1. Hradec Králové: Milan Hodek, 2017. 215 s. ISBN 978-80-87688-35-9.cz.
- Stibor, Vladimír a kol. Noc plná žen, Almanach české poezie 2018, Vyd. 1. Hradec Králové: Milan Hodek, 2018. 176 s. ISBN 978-80-87688-35-9.cz.
- Stibor, Vladimír a kol. Delty domovů, Almanach české poezie 2019, Vyd. 1. Hradec Králové: Milan Hodek, 2019. 136 s. ISBN 978-80-87688-35-9.cz.

- Literáti na trati: antologie píšících železničářů. Tylšar, František, ed. Jindřichův Hradec: Epika, [2014]- . Literární mosty.

činnost editorská:
Sborníky vydávané k výročí narození T. G. Masaryka: editoři O. Nytrová, M. Hlasivcová, V. Strachota
- Naše a evropská politika (CČSH – Dialog na cestě, 2006)
- Nepolitická politika a jiná zamyšlení (CČSH - Kulturní rada a LHODR, 2007)
- Res publica – věc veřejná (CČSH - Kulturní rada a LHODR, 2008)
- O smyslu vzdělanosti a jiná zamyšlení (CČSH, 2009)
- Otázky humanitní, mravní, všelidské a národní (CČSH - Kulturní rada a LHODR, 2010)
- O české otázce a jiné úvahy (CČSH - Kulturní rada a LHODR, 2011)

Sborníky ke stažení na http://husiti.cz/dialognaceste/program.htm Archivováno 22. 12. 2011 na Wayback Machine.

### Přednášky a vystoupení
Pořadatelská činnost:
- Setkání 3. věku: od roku 2009, ve spolupráci s NO CČSH Praha 8 – Karlín a odborem kultury Prahy 8 (besedy se zajímavými osobnostmi – spisovateli, hudebníky, herci, režiséry, historiky i vědeckými pracovníky  cestovatelské přednášky i poetická pásma). Termín a místo konání: poslední úterý v měsíci, v zasedací síni NO CŠH Praha 8-Karlín
- Setkání Pražského klubu sposvatelů: předposlední úterý v měsíci, v zasedací síni NO CŠH Praha 8-Karlín
- Spoluorganizace Festivalu duchovní hudby CČSH (každoročně 5. července)
- Literární vystoupení u příležitosti Dne poezie, Světového dne míru, Dne kostelů, vystoupení mimo Prahu (např. v rámci Putování za duší v Ústí nad Orlicí, vystoupení v Brně, v Litomyšli ad.)
- Autorská čtení
- Předčítání z vlastní tvorby i z tvorby oblíbených autorů
- Příprava fotoreportáží, článků, esejí, a publicistických příspěvků
- Příprava básnických sbírek členů i příznivců klubu k tisku

### Pořady pro rozhlas
- Český rozhlas stanice Praha - např. Olga Nytrová již několik let komentuje 6. července ve svátek M. Jana Husa přímý přenos z Betlémské kaple.
- Rádio Proglas - redaktorka Mgr. Anna Štěpánková

Autorka pořadů M. Hlasivcová (pásma jsou sestavena převážně z původní tvorby členů LDK Dialog na cestě), režie O. Nytrová, účinkují členové klubu LDK Dialog na cestě.
- - Z temnoty očekávání vyšlehne plamen aneb Poselství adventu - prosinec 2007
  - Et lux perpetua luceat eis - A světlo věčné ať jim svítí - listopad 2008
  - Anděl míru – květen 2009
  - Rosu dejte nebesa shůry - prosinec 2009
  - Ordo amoris (řád lásky) - květen 2010
  - Vítr vane kam chce - červen 2010
  - Malý medailon Jana Znoje – leden 2011 (společně s Olgou Nytrovou)
- Dále Radio Hortus – Jazzová sekce, také Radio Regina – náboženské vysílání, rozhovory s O. Nytrovou a M. Hlasivcovou

### Pořady v České televizi
- Sváteční slovo spisovatelky a duchovní Olgy Nytrové, 7. 9. 2008] O dialogu v bibli a v poezii (video na webu ČT)
- Patriarcha Špak Portrét významné osobnosti Československé církve husitské. Připravili O. Nytrová a J. Nosek (video na webu ČT)
- Devadesát let Církve Československé husitské, 17. 1. 2010 Ohlédnutí za životem a společenstvím věřících. Připravili O. Nytrová a J. Nosek (video na webu ČT)
- Olga Nytrová - Dialog mezi hodnotami aneb Hodnoty vyřčené a hodnoty žité (video na Youtube)

### Recenze
- ZÍTKOVÁ, Irena, Výzva k dialogu. Britské listy, 2007, 12. 3. 2007, s. ISSN 1213-1792

(recenze na sborník Dialog na cestě 2. Vydala církev československá husitská – Blahoslav 2006. Sborník sestavili Olga Nytrová, Markéta Hlasivcová a Václav Strachota. Stran 124, cena neuvedena. ISBN 80-7000-924-1.
- CHEJNOVSKÁ, Anna Marie. Několik slov k básnickým sbírkám. Český zápas, 2008, 88(6), s. 3. Dostupné také v PDF z: <http://www.ccsh.cz/dokumenty/510-cz6web.pdf>. ISSN 0323-1321. Recenze na: Nytrová, Olga. Mince duše v úplňku. Praha: Blahoslav, 2007. Hlasivcová, Markéta. Světla je vždycky víc. Praha: Blahoslav, 2007.
- HELLER, Jan. O sborníku Dialog na cestě. Český zápas 2006, č. 5 str. 3.
- KUČERA, Zdeněk. Naše recenze. Český zápas, 2011, č.6, str. 3. dostupné též na http://www.ccsh.cz/dokumenty/821-cz6web.pdf